# Аймсбюттель (Гамбург)
Аймсбюттель (нім. Eimsbüttel) — один з 7 районів міста Гамбург, Німеччина. 1 березня 2008 року Аймсбюттель втратив частину своєї території до району Альтона, де утворили квартал Штерншанце. Район складається з 9 міських частин (нім. Stadtteilen):
- Айдельштед (нім. Eidelstedt)
- Аймсбюттель (нім. Eimsbüttel)
- Гарвестехуде (нім. Harvestehude)
- Гогелюфт-Вест (нім. Hoheluft-West)
- Локштед (нім. Lokstedt)
- Ніндорф (нім. Niendorf)
- Ротербаум (нім. Rotherbaum)
- Шнельзен (нім. Schnelsen)
- Штелінген (нім. Stellingen)